# チョコミミ
『チョコミミ』は、園田小波による日本の漫画作品。

## 概要
『りぼんオリジナル→RIBONオリジナル』2003年6月号から連載開始。その後、『りぼん』本誌2004年4月号から連載がスタートし、大増刊号でも2004年の『りぼん冬休みびっくり大増刊号』から連載がスタートした。『RIBONオリジナル』は2006年6月号を最後に廃刊となったが、『りぼん』本誌と大増刊号では2019年7月まで連載が続いており、名実ともに2000年代から2010年代の『りぼん』を代表するショート・ギャグ漫画の1つとして、津山ちなみの「HIGH SCORE」および前川涼の「アニマル横町」と共に16年以上にわたって不動の人気を誇っていた。
『りぼん』2007年4月号では、登場人物を動物に見立てた4コマ漫画「キグルミミ」が発表された。
『りぼん』2005年12月号応募者サービス用品としてドラマCD化された。2007年にはテレビドラマが放送された。
『セブンティーン』2008年6号に、原作者描き下ろしの絵を含む広告が掲載された。
前述の通り、『RIBONオリジナル』の時代から数えると連載は2003年から16年以上にわたって続いていたが、作者の園田が2019年8月4日に死去したため、未完のまま連載は終了した。

## 登場キャラクター
「声」はドラマCDにおける担当声優。

### 登場人物
チョコ（本名：桜井 ちよこ）
声 - 小清水亜美
5月5日生まれ。おうし座でA型。ストレートのロングヘア。カラーでは茶髪で描かれることが多い。趣味は、ショッピング・洋服のリメイク・読書・映画鑑賞。特技は、お菓子作りと水泳。しっかり者のマジメちゃん。古めかしい名前に最初はコンプレックスがあったが、今は気に入っている。
ミミとは小学生からの幼馴染で仲が良い。アンドリューと付き合っている。 頭は良い方だが、芸術センスがないため、絵を描くことと歌うことは極めて苦手。実家は喫茶店を経営しており、休みの日などは手伝っている。将来は自分の店を持ちたいと考えている。小学五年の弟、仁 (ジン) と中学一年の弟、礼(ライ) がいる。コンタクトレンズを使用していて、家ではメガネをかけている 。『キグルミミ』ではクマ。
ミミ（本名：猫田 ミミ）
声 - 野中藍
3月3日生まれ。うお座でAB型。ふわふわしたロングヘア。カラーでは緑系の髪で描かれることが多い。服装は主にガーリー系。趣味は、ショッピング・カイゾクグマのグッズ集め・部屋の模様替え・シフォンの洋服作り。特技は言い訳と嘘泣きだが、すぐにバレる。どこまでもマイペースな甘えん坊のおバカちゃん。ミミという名前は、両親がミミの誕生日である3月3日が「耳の日」である事から、この名を付けた（名前の由来を聞いたチョコが気まずくなって謝る場面がある）。クラスメートのムムをライバル視しており、お互いに張り合う関係だったが、いつの間にかムムと付き合うようになった。
将来の夢は、お姫様。頭が弱く、補習は当たり前。初恋はチョコで今でも彼女が男の子なら一番理想だと思っている。ちなみに食いしん坊で10巻にてムムに「食いしん坊入道」という妖怪の名前をつけられるほど食いしん坊である。お菓子作りも得意で、彼女の作るクッキーはシフォン・ハックルベリー・ピッチョらから好評である。父に溺愛されている一人っ子。ミカちんを王子様だと思ったりしており、ミカちんとからむことも多い。『キグルミミ』ではブタ。
アンドリュー（本名：安藤 竜之介）
声 - 笹田貴之
11月3日生まれ。さそり座でO型。趣味はギター・釣り。小学生の頃、イギリスに住んでいたらしく、そのため特技は英語らしい。ちょっぴり不器用な男の子。チョコの彼氏。
人相・愛想が共に悪い。関西弁。放浪グセのある父親を持つ。チョコの彼氏。食べるチョコは苦手。現実的な突っ込みを他人にする割に本人はとんでもない妄想をする。飼っているピッチョを溺愛。その面では、みんなから敬遠されている。ギター少年で、よく路上で弾いている。バンビとは趣味が同じ。仁とはとても仲が良く、ゲームなどを一緒にしたり、バカなことをする仲。仁に初めて会った際、携帯電話には「七三分け」と登録された。着ぐるみの中身がチョコだと思ってときめいたら、タケちゃんだったという不憫な経験あり。リッカと同じサークルでリッカに思いを寄せられている。『キグルミミ』ではライオン。
ムムちゃん（本名：桃山 ムム）
声 - 高城元気
8月20日生まれ。しし座でB型。趣味はゲーム・ミミいじめ。特技はカワイイ顔といたずららしい。自分を愛するキュートな小悪魔。
顔はかなり可愛いが男の子。ミミの彼氏。かなりのナルシストで自分が可愛いのが当たり前。見た目も女子より可愛くミカちん曰く一番かわいいとのこと。ミカちんにやきもちを焼いていたと思われる。ちなみに自分よりアンドリューがモテる事を不思議に思っている。わがままで、いたずら好き。でも、強気な姉にはかなわない。家は裕福で自分の部屋は鏡張りらしい。犬のシフォンが大好き。また、アオスジアゲハという蝶も好き。『キグルミミ』では兎。元々は読者が考え出したキャラクターである。
ミカちん（本名：三上 功明）
10月22日生まれ。てんびん座でAB型。趣味はサックス・音楽鑑賞・読書。特技は特にないらしい。ちょっとフシギな天然系王子様。
変な発想 (しかもマニアック) をしてはチョコやミミを脱力させたり混乱に陥れ、そのセンスの為に妹のあおいにもやや避けられている。妖怪の本を持参し、尻目なる妖怪の話題を出した事もある。やや鬼畜気味の性格も垣間見られる事がある。作中には未登場だが、兄が2人いるらしい。アンドリューとは同じクラスで親友。ムムちゃんを女の子だと思ったり、小動物扱いをしたりすることが多い。また、タケちゃんの甥で、雨の日は、クセ毛のため、髪がはねる。趣味にサックスと書いてあるが、読者からの質問で「吹ければ何でもいい」「吹きたい年頃」と言っている。『キグルミミ』では一人旅中のペンギン。
バンビ（本名：森 小鹿）
4月12日生まれ。おひつじ座でA型。趣味は歌うこと。特技は球技全般らしい。クールなハンサムガール。
アンドリューの妹分で幼なじみ。バンドをやっている。美人でスタイルも良いが男前。アンドリューに片思い中。軽音楽部に所属。みんなをまとめるしっかり者な一面がある。みんなと仲が良いが、チョコとは特に仲が良い。スタイルが抜群。女の子らしい服装やワンピなどを着ただけで、ゾワゾワッとくる。『キグルミミ』ではカエル。
仁（本名：桜井 仁）
11月23日生まれ。いて座のO型。趣味はゲーム・格闘技観戦。特技は早食いとモノマネらしい。ヤンチャで無邪気。
チョコの弟で、小学5年生。身長148cm。アンドリューのことを「ドリア」と呼んでおり（安藤さん→アンドレア→ドレア→ドリア）、仲が良い。ミカちんの妹のあおいとは恋人同士。かなりノリが良い性格で、年上との会話は「っス」が基本。アンドリューとムムちゃん曰く、初対面ではチャラ男。ミミとは仲が良い。背をのばす為に、頑張って牛乳を飲んでいる。
あおい（本名：三上 葵）
4月29日生まれ。おうし座のA型。趣味は読書。特技はピアノらしい。いつも、にこやか文学少女。
ミカちんの妹で、小学6年生。仁の彼女。清楚な大和撫子。本が好き。ミカちんに似て天然。ミカちんに小さい頃髪にガムをつけられ、そのうえバリカンでモヒカンにされたらしく、彼を避ける傾向がある。夜8時になると自然と寝てしまう。
タケちゃん（本名：竹田正人）
9月23日生まれ。おとめ座のA型。趣味はジョキング・庭いじり・読書。特技は日曜大工と中国語。正義を愛する熱血先生。
チョコとミミとムムちゃんの担任。44歳男性の知識とは思えないほど男女交際の知識が壮絶に古い。ミカちんとあおいの親戚。結婚しているが、子供はいない。ミミやムムちゃんと絡むことが多い。
ライ（本名：桜井 礼〈礼とかいてライ〉）
1月1日生まれ。山羊座のA型。仁の兄、チョコの弟でもある。剣道部に入っている。顔はアンドリューに似ている。さっぱりとしている。あまり人前に出ない性格。弟の仁と異なり、クールで冗談やユーモアにあまり理解を示さない。仁よりも道着が大事と語っており、ミミとムムから「レイチェル」というあだ名を付けられた。
ミミの父
娘を溺愛する父親、ミミの為に張り切るが空回りすることが多い。
ミミがイタイ子に育ったのはこの人のせいだとムムは分析している。
ムムの姉
かなりキツイ性格でムムの顔面をメモ代わりにデートの約束を書いたことがある。
美咲センパイ（本名：椿山美咲）
2月14日生まれのB型。中3。すでに既婚者のタケちゃんに恋していて、タケちゃんのことを「ハニー」と呼んでいる（髪の毛を8対2で分けているから）。「ハニー以外の男は全員ジャガイモに見える」と言ったこともある。チョコとミミは、タケちゃんが美咲センパイの愛犬のシュガーミルクちゃんに似ているから好きなのではないかと思っている。「いつかぶっ殺す手帳」というメモ帳を持ち歩いており、タケちゃんに危害を加えた者をリストアップしている。
キャプテン（阿部くん）
中3。サッカー部のキャプテン。手紙でチョコに告白したが、ふられてしまった。
山田くん
チョコのクラスの人気のある男子で、美咲センパイに片思い中。美咲センパイがタケちゃんが好きなことが納得できない。
マホマホ（本名：河合真帆）
ミミのことが大好きな中1男子。7月7日生まれのB型。とてもバカ。ミミにアイラブユーという精一杯の気持ちを伝えようとした手紙を渡したが、「LOVE」のスペルが「LAVU」になっており、ミミは「私よりバカな子を発見した」と喜んでいた。
サエ（本名：木口サエ）
中1。非常にネガティブ。ムムちゃんのことが好きだが、付き合うことまでは考えていない。昔は暗く、友達がいなかった。霊感がある。
レミ様（本名：城崎レミ）
中1。ナルシストな美少女。自分以外の人間は眼中にないので、恋をしたことがないと言っている。いつも手鏡を所持している。父親はフランス人、母親は日本人のハーフ。
リッカ（本名：清水律花）
10巻にて登場。アンドリューと同じ鳥サークルで「ロココ」というインコを飼っており、ロココとは、とても仲が良い。とり肉はドブネズミの肉と思って食べるらしい。アンドリューが好きでそのため彼女のチョコをライバル視している。チョコ達と同じ中学に通っている。男子（タケちゃんも含め）の前では良い子を演じている。
木口一郎
サエのいとこの兄。マスクをつけると八神流星というアイドルにそっくりである。ただしマスクを外した時に顔を見たチョコたちはガッカリしていた。サエを昔から内気で友達ができるか心配していたが10巻でチョコ達を見て安心？している様子。
八神流星
チョコとミミとムムが好きな人気男性アイドル。18歳でタワーマンションの最上階に住んでおり両親の仲も良く家族で毎年、海外旅行に行く程、恵まれた家庭の様。

### ペット（動物）
シフォン
ミミの飼っている犬（♂）。武士になりたく、坂本竜馬に憧れている。擬人化はそのまま侍の姿で長髪をポニーテールに結わえている。口癖は語尾に「ぜよ」で、一人称は「拙者」。犬種はミニチュアダックスフント。人語はある程度なら理解できるが、「ニンニク」を「人肉」と勘違いしたことがある。主人であるミミに忠実であり、彼女を大切に思っている。ハックルベリーからは「シフォちゃん」と呼ばれている。
ハックルベリー
チョコが飼っている猫（♀）。元々は野良猫だった。我侭で甘え上手。ふわふわしていて、その可愛さはアンドリューも認めるほど。でも、小太り。夏が嫌い。擬人化はパーマがかったショートヘアの美少女。一人称は「ベリ」。シフォンからは「ベリー殿」、ピッチョからは「ベリちゃん」と呼ばれている。
ピッチョ
アンドリューの飼っている鳥（ヒヨコ）。性別は不明で、本人（？）も分からないらしい（ただしアンドリューは雌扱いしている）。ヒヨコなのに、初登場以来何年たっても全く成長せず、ずっと同じ姿のままである（普通のヒヨコは短期間で急速に成長し、生後2ヵ月ほどで親とほぼ同じ大きさのニワトリになる）。可愛い顔して毒舌。アンドリューに溺愛されている。擬人化されている時の口癖は語尾に「っスよ」で、幼児。食後は運動（側転等）をするので太らない（らしい）。
アンコ
チョコとミミが登校中に拾った子猫。ムムちゃんになついてしまい、ムムちゃんが飼うことになった。ムムちゃん曰く、本名は「暗黒のバラ王子 ブラックレクイエム ダークソウルII世」だが、恥ずかしいので人前ではアンコと呼んでいる。
ロココ
リッカが飼っているインコ。賢く、リッカと仲が良い。オスかメスかは今のところ不明。

### マスコット
カイゾクグマ
ハート型のアイパッチをつけた熊のキャラクターで、ミミがこのキャラクターを愛好している。作品中ではぬいぐるみなどのグッズやコミックなど多数のメディア展開が行われているが、ミミが普段持っているぬいぐるみは自作。本作の事実上のマスコットキャラで、ドラマでは場面転換のシーンなどに登場する。
デスベアー
アメリカ製のホラー風の怖い顔の熊のキャラクター。そのぬいぐるみは稀少で、30個限定で生産されたものをムムが所有している。ドラマでは、カイゾクグマと共に場面転換などの場面に出ている。

## テレビドラマ
『りぼん』2007年9月号で、2007年秋からテレビドラマ化されることが発表された。2007年10月1日より、毎週月曜17:30からテレビ東京系6局ネットにて放送された。2クール。
実写内のエフェクト、その他大勢の群集、夢や妄想内、ファッション紹介の後の短編にフラッシュアニメが使われている。
ドラマ530枠で初めて玩具メーカー (BANDAI) がスポンサーに付き、キッズケータイpapipo!が作品中で使われ、トイザらス100店舗限定でカイゾクグマとデスベアーのぬいぐるみが販売されている。
バンド（ブルーバタフライ）結成の話を縦軸のストーリーに据えている。複数の原作を組み合わせる形でAパート、Bパートのドラマが構成されている。その後、ファッション紹介の後のアニメの短編と予告編の会話で原作一話分の内容を使っている。
本番組を最後に、1995年1月9日スタートの『鬼神童子ZENKI』以来13年3ヵ月に渡り、枠移動しながら続いた読売広告社が代理店を務める月曜夕方の番組路線は終了した。

### キャスト
チョコ
演 - 寺本來可
ドラマ版のみ漫画の設定とは異なる変更をし、音痴ではなくなっている。
ミミ
演 - 増山加弥乃
アンドリュー
演 - 木戸邑弥
ムムちゃん
演 - 三浦透子
バンド名の「ブルーバタフライ」は彼が好きなアオスジアゲハに基づいて名付けられた（アオスジアゲハが好きだという設定は原作から）。
ミカちん
演 - 碓井将大
タケちゃんと親類である事は語られない。
バンビ
演 - 剛力彩芽
チョコたちと違う学校の生徒である。また、原作では軽音部のバンドに所属していたが、学校の設定の変更に伴い、設定自体がなくなる。
仁
演 - 澤田怜央
あおい
演 - 奥ノ矢佳奈
タケちゃん
演 - 諏訪太朗
原作では単に髪が薄いだけだが、ドラマでは完全に禿げてしまい、かつらを使用している。また、凄腕ギタリストだったことになっている。
上杉ハルナ
演 - 森下悠里
ドラマオリジナルキャラクターの教師。タケちゃんをクラスの成績のことで責めたりするが、ミミに割と単純に乗せられたり、見た目より単純な面がある。巨乳。
ミミの父
演 - 天野浩成
ムムの姉
演 - 斉藤未知
シフォン
声 - 尾崎文
ハックルベリー
声 - 熊田幸

### 放送リスト
1. チョコとミミ／テンコウセイ
2. イシンデンシン／三日月ブローチ
3. 美少女ムムちゃん／小悪魔はどっち？
4. ハロウィンの夜に／ミミとタケちゃん
5. プチピクニック／ハッピーバースデイ
6. モウベンキョウ／トナリの王子さま
7. カテイホウモン／優しい花の名前
8. バンビ／男の子白書
9. トクベツ／ライバル？
10. バンドやろうぜ！／ヨミビトシラズ
11. アルバイト？／なりたいもの
12. ジングルベル／ニチヨウビ
13. ボーカル決定！／幸せのはっぱ
14. シンガッキ／ダイエット！
15. コイウタ／DJムム
16. がんばれタケちゃん！／タケシとホロスコープ
17. セツブン／トショシツ
18. 恋するメガネ／ニジュウオク
19. バレンタイン／もう一つのバレンタイン
20. 三上家の人々／オモイ×オモイ
21. ベンキョウカイ／アゲハ
22. 3ガツ3カ／カレーパーティー
23. ホワイトデー／もう一つのホワイトデー
24. ガールズビーアンビシャス／マイガール
25. キミノコエ／バンド崩壊？
26. モウレンシュウ／オンステージ！

### スタッフ
- 原作 - 園田小波（集英社『りぼん』連載）
- 脚本 - 祢寝彩木、草野陽花
- 音楽 - 渡部チェル
- 企画 - 渡辺和哉（YOMIKO）、戸田和宏（DLE）、大橋孝史（トルネードフィルム）
- プロデューサー - 山川典夫（テレビ東京）、玉置太士（YOMIKO）、大橋隆昭（DLE）、川島正規（トルネードフィルム）
- 監督 - 草野陽花、石川二郎
- 制作プロダクション - トルネードフィルム
- 製作 - チョコミミ製作委員会 (テレビ東京、読売広告社、DLE)

### 主題歌
オープニング「ハピハピ!」
歌 - チョコ（寺本來可）&ミミ（増山加弥乃） / 作詞 - 森由里子 / 作曲・編曲 - カイタツヤ
エンディング1「I Can't!!」
歌 - MYSTIC / 作詞 - SATOMI、NAO / 作曲 - Enjoy名護 / 編曲 - MYSTIC
エンディング2「ロケット」
歌 - チョコ&ミミ with アンドリュー、ムム、ミカちん / 作詞 - SATOMI / 作曲 - Enjoy名護 / 編曲 - 渡部チェル
| テレビ東京系 月曜日17時台後半          | テレビ東京系 月曜日17時台後半                           | テレビ東京系 月曜日17時台後半 |
| 前番組                                 | 番組名                                                  | 次番組                        |
| -------------------------------------- | ------------------------------------------------------- | ----------------------------- |
| 女子アナ一直線! (2007.7.2 - 2007.9.24) | チョコミミ （2007.10.1 - 2008.3.31） (ここまでドラマ枠) | BLEACH（再放送）              |

## 書誌情報
- 園田小波『チョコミミ』〈りぼんマスコットコミックス〉、既刊11巻（2019年1月25日現在）
  1. 2005年7月15日発売[5]、ISBN 4-08-856624-6
    - シフォンのアルバム
    - 着まわし7DAYS
    - サマーデザートレシピ
    - マスコットを作っちゃおう!

  2. 2006年6月15日発売[6]、ISBN 4-08-856690-4
    - 竹田正人の日々是好日

  3. 2007年9月14日発売[7]、ISBN 978-4-08-856769-3
  4. 2008年6月13日発売[8]、ISBN 978-4-08-856820-1
    - 恋愛シミュレーションまんが トキメキ☆パラレル学園

  5. 2009年10月15日発売[9]、ISBN 978-4-08-867014-0
    - 裏チョコミミ

  6. 2010年10月15日発売[10]、ISBN 978-4-08-867078-2
    - 裏チョコミミ
    - 恋愛シミュレーションまんが トキメキ☆パラレル夏休み

  7. 2013年3月15日発売[11]、ISBN 978-4-08-867259-5
    - チョコデビ
    - マジ☆チョコ
    - オトメノバイブル♡

  8. 2015年11月25日発売[12]、ISBN 978-4-08-867396-7
    - チョコみに

  9. 2016年11月25日発売[13]、ISBN 978-4-08-867437-7
    - チョコみに
    - 恋愛シミュレーションまんが キミとヒミツ♡のシェアハウス
    - べらぼーにブラボー

  10. 2017年12月25日発売[14]、ISBN 978-4-08-867482-7
    - チョコ未知
    - チョコリタ☆
    - べらぼーにブラボー

  11. 2019年1月25日発売[15]、ISBN 978-4-08-867530-5
    - チョコ未知